# Реформи на Петър I
Реформите на Петър I са основни преобразувания в държавния и обществен живот на Руското царство, извършени по време на царуването на Петър Велики.
Реформите на Петър I се разделят на два периода: 1696 – 1715 и 1715 – 1725 години и обхващат или засягат на практика всички сфери на обществените отношения в страната.

## История
Първата фаза се характеризира с бързи нововъведения в онези обществените отношения, наложени от водената Велика Северна война, последвала сключването на Константинополския мирен договор с Османската империя. Реформите са насочени предимно към набирането на средства за новата голяма война, този път на север, и като цяло твърде често не водят до желания резултат. В допълнение към реформите във военната сфера са наложени преобразувания и в социалната.
През 1697/98 г. Петър Велики предприема дълго пътешествие из Западна Европа, включвайки в тази „голяма мисия“ около 250 души в антураж, които да го придружават и да разучават западноевропейския начин на живот и социално устройство. Мисията в Холандия, Англия и Прусия е успешна, а русите се запознават с организацията и устройството на корабостроителници, военни работилници и фабрики, училища, музеи, арсенали и дори присъстват на сесии на Парламента на Англия. Русите вникват в западния начин на живот, култура, наука, индустрия, държавно и административно устройство.
В 1698 г. Петър Велики се завръща в Русия и се впуска във всеобхватни реформи, предназначени да модернизират и европеизират руската държава. За да насърчи въвеждането на западни технологии и техника, той довежда в Русия чуждестранни специалисти и изпраща много млади руснаци да се учат в университетите в Западна Европа. По време на своето царуване Петър насърчава развитието на индустрията и търговията. Руските градове се разрастват, а промишлените центрове в страната стават все по-многочислени и влиятелни.
Голямата заслуга на Петър Велики е полагане началото на изграждането на руския военен и търговски флот. Изградената по него време първа руска флота е за времето си с внушителни размери. Армията е преустроена по европейски образец, а войниците са снабдени с военни униформи и въоръжени с модерно оръжие, като се основават руски военни училища с европейско обучение по военно дело. Петър внася и много промени в гражданската администрация, при която държавните служители се повишават в ранг и длъжност според лични качества и способности, и въз основа на оценка на работата им, а не по наследствени служебни привилегии или въз основа на съсловен статут.
В социалната област Петър Велики задължава мъжете да бръснат брадите си, и въвежда облекла по западен образец. След реформите, в Русия болярското съсловие прераства в руска аристокрация възприела западноевропейските маниери и култура.
Петър Велики създава и светски училища, насърчавайки развитието на науката и изкуствата извън лоното на Руската православна църква. Въвежда и Юлианския календар и модернизира руската азбука. По време на царуването му се появява и първият вестник в Русия.

## Последствия
Реформите на Петър позволяват Русия в максимална степен да се отвори за нововъведения и да се предразположи към възприемане последвалия просветен абсолютизъм по времето на управлението на Екатерина Велика, който процес издига Руската империя в ролята на първа цигулка в световния концерт на великите сили през следващото столетие.
Руското царство е трансформирано в Руска империя по античния пример на Октавиан Август, който установява империума. Точно век след установяването на империята, Русия на Веронския конгрес формулира и понятието „източен въпрос“ по отношение най-вече на Светите земи. Спорът за Светите земи е в основата на Кримската война и последвалото я, обединение на Германия (1871).